# Trần Thanh Đạm
Trần Thanh Đạm (1932 – 2 tháng 11, 2015) là Phó giáo sư, Nhà giáo Nhân dân, nhà phê bình văn học người Việt Nam, cố hiệu trưởng Trường Đại học Sư phạm Thành phố Hồ Chí Minh.

## Tiều sử
Trần Thanh Đạm sinh năm 1932 tại xã Lộc Thủy, huyện Phú Lộc, tỉnh Thừa Thiên Huế.
Năm 1949, ông giảng dạy ở trường Sư phạm Nam Ninh
Ông nguyên là giáo viên Trường trung học Kháng chiến Nguyễn Chí Diểu, giáo viên Khu học xá Trung ương, giáo viên Trường Sư phạm Trung cấp trung ương
Từ năm 1958 đến 1975, ông là giảng viên khoa Ngữ văn Trường Đại học Sư phạm Hà Nội.
Từ năm 1975 đến 1983, ông đảm nhiệm chức vụ hiệu trưởng Trường Đại học Sư phạm Thành phố Hồ Chí Minh.
Ông còn là trưởng Bộ môn Văn học nước ngoài Khoa Ngữ văn và Báo chí Trường Đại học tổng hợp TPHCM (nay là Đại học Khoa học xã hội và Nhân văn Thành phố Hồ Chí Minh)
Ngoài ra, ông còn là Uỷ viên Hội đồng Lý luận phê bình Văn học nghệ thuật Trung ương, hội viên Hội Nhà văn Việt Nam và Hội Nhà văn Thành phố Hồ Chí Minh và nguyên phó viện trưởng Viện Khoa học Giáo dục
Ông qua đời lúc 08 giờ 15 phút ngày 2 tháng 11 năm 2015 (hưởng thọ 84 tuổi) tại Thành phố Hồ Chí Minh

## Các tác phẩm, công trình tiêu biểu[2]
1. Vấn đề giảng dạy tác phẩm văn học theo loại thể (1968)
2. Tục ngữ và vấn đề nguồn gốc văn chương
3. Dẫn luận văn học so sánh
4. Sự chuyển tiếp của văn chương Việt Nam sang thời kỳ hiện đại
5. Trích giảng văn học lớp mười phổ thông / Huỳnh Lý, Lương Thanh Tường, Trần Thanh Đạm (1964)
6. Giảng dạy văn học Việt Nam (Phần cổ điển và cận đại) ở trường phổ thông cấp ba / Trần Thanh Đạm, Bùi Văn Nguyên, Tạ Phong Châu. (1966)
7. Tuyển tập văn thơ Nguyễn Trãi / Trần Thanh Đạm, Phan Sĩ Phấn chọn bài, chú thích, giới thiệu.(1967)
8. Thơ văn Nguyễn Trãi / Trần Thanh Đạm, Phan Sĩ Tuấn tuyển chọn; Đổ Ngọc Toại dịch nghĩa và chú thích thơ chữ hán; Khương Hữu Dụng dịch thơ.(1980)
9. Văn học và cuộc sống: Tập lý luận - phê bình văn học / Mai Thanh, Trần Thanh Đạm, Chu Giang.(1996)
10. Làm văn 12: Sách giáo viên / Trần Thanh Đạm (ch.b), Nguyễn Sĩ Bá, Lương Duy Cán, Hoàng Lân.(1999)
11. Làm văn 11: Sách giáo viên / Trần Thanh Đạm (ch.b), Nguyễn Sĩ Bá, Lương Duy Cán, Hoàng Lân.(1999)
12. Làm văn 10: Sách giáo viên: Sách chỉnh lý hợp nhất năm 2000 / Trần Thanh Đạm (ch.b), Lương Duy Cán.(2000)
13. Văn Tâm Điêu Long / Lưu Hiệp; Dịch: Trần Thanh Đạm, Phạm Thị Hảo.(2007)

## Khen thưởng
- Huy chương Kháng chiến chống Pháp hạng nhất
- Huân chương Kháng chiến chống Mỹ hạng nhất
- Huy chương Vì sự nghiệp giáo dục
- Huy hiệu 50 năm tuổi Đảng.[3]